# 不相干的謬誤
不相干的謬誤（英語：fallacies of relevance）或分散注意力的謬誤（英語：fallacies of distraction）是指論證的前提和結論毫無邏輯關聯的不當推理方式，這種情況又稱不相干的結論（irrelevant conclusion）或製造偽冒理據。
亦有人將提出與原來的爭議主題毫無關聯的主張或論證歸類為不相干的謬誤，這種情況也稱作歪曲論題（ignoratio elenchi）或製造偽冒論題。
偽冒論題和偽冒理據有時沒有明確區別，例如「這傢伙是既得利益者，當然會主張為富人節稅！」較似偽冒論題，而「這傢伙是既得利益者，當然會主張為富人節稅！因此不該接受他那件為富人節稅的提議。」則較似偽冒理據。
有時推理雖乍看不相干，然而在補充一些預設前提後便有關聯。例如兩位衣衫襤褸的流浪漢在公園批評時政，小明說「他們又在胡說八道了」便似不相干，然而，如果小明的推理是：「如果有足夠的能力能正確批評時政，就不致於落泊得窮困潦倒，而這兩個人窮困潦倒，因此他們沒有能力正確批評時政，所以他們是在胡說八道」便非不相干的謬誤（推理是否正確有效是另一回事，比如「如果有足夠的能力能正確批評時政，就不致於落迫到窮困潦倒」可能是很多人無法接受的前提）。因此，是否不相干，須考慮當事人的思考脈絡和未明言的隱藏前提。
不相干的謬誤和不充分的謬誤都是前提無法導出結論的現象，兩者常合稱為推論失效或推不出（Non sequitur）。

## 不相干謬誤的分類

### 偽冒論題
- 轉移注意力（紅鯡魚、煙霧彈）：提出非關爭議重點的言論（通常乍看有關），以轉移他人的注意力
- 打稻草人：攻擊和對方論述無關的論點（通常乍看有關）
- 我有權發表意見：被他人批評時，主張自己有權利發表意見。然而，是否有發表意見的權利和意見是否正確可取（或他人是否可批評）是不相干的。
- 廢話謬誤：廢話謬誤的其中一種形式是說出模稜兩可，無論如何總是正確的語句，卻沒有真正回應主題，亦是不相干的謬誤。

### 偽冒理據
- 訴諸起源：攻擊論點的起源而非論點本身
- 關聯謬誤：藉由主張某種論點與帶有特定形象的人事物有關來支持或反對一個論點
  - 訴諸好人
  - 罪惡關聯
  - 希特勒歸謬法
  - 訴諸權威
  - 訴諸名人
- 假資訊來源
- 訴諸群眾
- 訴諸人身
- 人身攻擊
- 扣帽子
- 訴諸穢言
- 訴諸智能
- 訴諸後果
- 訴諸武力
- 一廂情願
- 訴諸情感：藉由挑起情感驅使他人支持或反對一個論點
- 訴諸成就
- 訴諸富貴
- 訴諸貧賤
- 訴諸詞源
- 訴諸格言
- 訴諸恐懼
- 訴諸厭惡
- 訴諸仇恨
- 訴諸諂媚
- 訴諸憐憫
- 訴諸荒謬
- 訴諸年代
- 訴諸傳統
- 訴諸新潮
- 是我所創
- 非我所創
- 訴諸中庸
- 訴諸無知
- 訴諸沉默
- 訴諸難以置信
- 訴諸自我知識
- 片面辯護
- 冤冤相报：主张某个错误可由另一个错误抵消或修正。
- 不當類比：有些類比推論的類比項與被類比項毫無關係，即是不相干的謬誤。

## 不相干謬誤的例子

### 不應讓小孩亂跑
不應讓小孩亂跑（打稻草人）

- 小明：「我並不認為孩童應該往大街上亂跑。」
- 大文：「把小孩关起來，不讓他們呼吸新鮮空氣，那真是太愚蠢了。」

### 丈夫對妳好不好
丈夫對妳好不好（轉移話題）

- 甲：丈夫對妳好不好？
- 乙：為了讓該孩子有較好的教育環境，我們打算明年移民澳洲。

### 超速是違法的
超速是違法的（轉移話題）

- 甲：超速是違法的！
- 乙：現在已是三更半夜，路上又沒有車，此時應該要允許超速。

「法律是否允許超速」和「法律是否應該允許三更半夜超速」是不同的議題。甲討論的是前者，乙卻轉移到後者。

### 支持總統直選嗎
支持總統直選嗎（廢話）

- 甲：你支持開放總統直選嗎？
- 乙：從爭取民主的角度來看，開放總統直選是值得支持的，但反對者的意見也值得考慮。

### 引用
1. 1 2  李天命，《哲道行者（最終定本）》， pp. 124–125.

## 外部連結
- （英文）4.3: Fallacies of Relevance - Humanities LibreTexts（页面存档备份，存于）